# The Years of Decay
The Years of Decay — четвёртый студийный альбом трэш-метал-группы Overkill, выпущенный 13 октября 1989 года.
Диск был спродюсирован Терри Дейтом. В этом альбоме было решено вернуться к сложным композициям Taking Over, сохранив при этом грубость и забойность Under the Influence. Результат превзошёл все ожидания — The Years of Decay и по сей день считается фанатами одним из лучших творений группы. В альбоме представлены как быстрые («Elimination» — на неё были также выпущены сингл и видеоклип), так и сложные композиции (восьмиминутная «The Years of Decay», десятиминутная «Playing with Spiders/Skullkrusher» — эта песня игралась с пониженным строем гитар). В поддержку альбома участники группы организовали турне «Dawn of the Decade».
В ноябре-декабре 1989 года группа выступала вместе с Dark Angel и Wolfsbane, позже они выступали с Mordred. Также они разогревали Testament (с их туром по Practice What You Preach). Затем они были хедлайнерами в серии концертов по США (их разогревали Vio-lence, Deceased и др.)
В дальнейшем все песни из альбома так или иначе исполнялись вживую, кроме «Nothing to Die For». Согласно Бобби Эллсворту, «E.vil N.ever D.ies» — продолжение одноимённой серии песен «Overkill» из предыдущих трёх альбомов, но не названная «Overkill IV»; следующая часть серии вышла только в 2007 году в альбоме Immortalis под названием «Overkill V… The Brand».
Альбом достиг 155 строчки в американском хит-параде, и оставался в топе 8 недель. В августе 2014 года журнал Revolver поместил альбом в список «14 трэш-альбомов, которые Вам нужно приобрести», а также альбом был десятым в списке «Топ-10 трэш-альбомов, выпущенных НЕ большой четверкой» Loudwire.

## Список композиций
Слова и музыка всех песен — написаны Бобби Эллсвортом, Д. Д. Верни и Бобби Густафсоном.
| №                   | Название                            | Длительность |
| ------------------- | ----------------------------------- | ------------ |
| 1.                  | «Time to Kill»                      | 6:16         |
| 2.                  | «Elimination»                       | 4:35         |
| 3.                  | «I Hate»                            | 3:46         |
| 4.                  | «Nothing to Die For»                | 4:22         |
| 5.                  | «Playing with Spiders/Skullkrusher» | 10:15        |
| 6.                  | «Birth of Tension»                  | 5:04         |
| 7.                  | «Who Tends the Fire»                | 8:12         |
| 8.                  | «The Years of Decay»                | 7:58         |
| 9.                  | «E.vil N.ever D.ies»                | 5:49         |
| Общая длительность: | Общая длительность:                 | 56:17        |

## Участники записи
- Бобби «Blitz» Эллсворт — вокал, производство
- Д. Д. Верни — бас-гитара, производство
- Бобби Густафсон — гитара, производство
- Сид Фальк — ударные, производство
- The Satones — бэк-вокал
- Терри Дейт — звукоинженер, производство
- Мэтт Лейн — звукоинженер
- Хауи Вайнберг — мастеринг
- Джон Зазула — исполнительный продюсер
- Марша Зазула — исполнительный продюсер

## Позиции в чартах
| Чарт (1990)         | Позиция |
| ------------------- | ------- |
| США (Billboard 200) | 155     |